# Eunice antarctica
Eunice antarctica är en ringmaskart som beskrevs av Baird 1869. Eunice antarctica ingår i släktet Eunice och familjen Eunicidae. Inga underarter finns listade i Catalogue of Life.